# P.K. Page
P.K. Page (Patricia Kathleen Page, ur. 23 listopada 1916 w Swanage, zm. 14 stycznia 2010 w Oak Bay) – angielska poetka, nestorka współczesnej poezji kanadyjskiej. Mieszkała i tworzyła w Victorii, na wyspie Vancouver (Kolumbia Brytyjska). Autorka wielu tomików poetyckich. Jest też uznaną malarką, a jej obrazy znajdują się w stałych zbiorach Narodowej Galerii Kanady (National Gallery of Canada) i Galerii Sztuki Ontario (Art Gallery of Ontario).
W 2001., specjalną uchwałą ONZ, w związku z obchodami Międzynarodowego Roku Dialogu Cywilizacji, odczytano jej poemat Planeta Ziemia w trzech wybranych punktach globu.
Tłumaczenia jej wybranych wierszy na język polski dokonała Anna Malwina Galon w 2002. dla rocznika twórczości "Strumień".

## Poezje
- Unit of five: Louis Dudek, Ronald Hambleton, P.K. Page, Raymond Souster, James Wreford. Toronto: Ryerson Press, 1944
- As ten, as twenty. Toronto: Ryerson Press, 1946
- The Metal and the Flower. Toronto: McClelland & Stewart, 1954
- Cry Ararat!: poems new and selected. Toronto: McClelland & Stewart, 1967
- P.K. Page: Poems Selected and New. Toronto: Anansi, 1974. ISBN 0-88784-132-5
- Planes: poems. Toronto: Seripress, 1975
- Evening dance of the grey flies. Toronto: Oxford University Press, 1981. ISBN 0-19-540381-9
- The glass air: poems selected and new. Toronto: Oxford University Press, 1985, 1991. ISBN 0-19-540506-4, ISBN 0-19-540840-3
- Hologram: a Book of Glosas. London, Ont.: Brick Books, 1994. ISBN 0-919626-72-6
- The Hidden Room, Vol. 1, Erin, Ont.: The Porcupine's Quill, 1997. ISBN 0-88984-190-X
- The Hidden Room, Vol. 2, Erin, Ont.: The Porcupine's Quill, 1997. ISBN 0-88984-193-4
- Planet Earth : poems selected and new. Erin, Ont.: Porcupine's Quill, 2002.

P.K. Page wydała też kilka książek prozą. National Film Board of Canada poświęcil jej w 1991 pełny program dokumentalny pt. Still waters
Otrzymała Nagrodę Poetycką Gubernatora Generalnego Kanady w 1954 r. oraz szereg innych nagród i wyróżnień literackich. Doktor Honoris Causa: Uniwersytet Victorii (1985); Uniwersytet Calgary (1989); Uniwersytet Guelph (1990); Simon Fraser University (1990); University of Toronto (1998).